# 韩庄镇 (汤阴县)
韩庄乡，是中华人民共和国河南省安陽市汤阴县下辖的一个乡镇级行政单位。

## 行政区划
韩庄乡下辖以下地区：
西苏庄村、康洼村、羑河村、大云村、南张贾村、娄湾村、庵上村、大光村、部落村、工官屯村、庞洼村、小光村、驸马营村、武家洼村、中张贾村、孙庄村、王佐村、刘黄村、韩庄村、大黄村、西云村、曹庄村、李家湾村、北张贾村、七里铺村、小庄村、小河村、小付庄村、东酒寺村、樊庄村、西冢上村、三里屯村和董庄村。